# Juegos Iberoamericanos de Karate
Los Juegos Iberoamericanos de Karate (o Campeonato Iberoamericano de Karate) es una competencia organizada por la Federación Mundial de Karate en la cual actúan los países miembros de la Comunidad Iberoamericana de Naciones (CIN).  Participan las modalidades kumite y kata, tanto en la categoría masculina como en la femenina y se celebra cada dos años.

## Origen
Es el primer campeonato en reunir las delegaciones de quince países, compuestas por setenta y cinco deportistas, desde que se fundó la Confederación Iberoamericana de Kárate en Caracas (Venezuela); entre sus objetivos principales fue el de ser preparación para el Campeonato del Mundo que se disputó en Monterrey en el mes de noviembre del 2004 .
Incluye de forma paralela congresos de la Federación Iberoamericana de Karate, cursos técnicos de Kata Shitei y conferencias que qsirven para un diálogo sobre temas de arbitraje para entrenadores, dopaje en el karate y olimpismo y kárate.

## Ediciones

### Tenerife España (2004)
El 25 de septiembre del 2004 se llevó a cabo el I Campeonato Iberoamericano de Karate con sede en Tenerife, España. Esta edición fue organizada por la Federación Española de Karate y la Federación Canaria de Karate. Participaron un total de 78 competidores y 42 oficiales, pertenecientes a 12 Federaciones Nacionales en las modalidades de Kumite y Kata masculino y femenino.

#### Medallero
| País                  | Oro | Plata | Bronce | Total |
| --------------------- | --- | ----- | ------ | ----- |
| España                | 7   | 1     | 1      | 9     |
| México                | 1   | 0     | 4      | 5     |
| Guatemala             | 1   | 0     | 1      | 2     |
| Venezuela             | 0   | 2     | 5      | 7     |
| República Dominicana  | 0   | 1     | 2      | 3     |
| Antillas Neerlandesas | 0   | 1     | 0      | 1     |
| Puerto Rico           | 0   | 1     | 0      | 1     |
| Argentina             | 0   | 0     | 2      | 2     |
| Colombia              | 0   | 0     | 3      | 3     |

### Monterrey México (2006)
Se realizó el 24 de junio del 2006 en la ciudad de Monterrey, Nuevo León. Se impartieron cursos de alta competencia así como clínicas de arbitraje. 

#### Medallero
| País        | Oro | Plata | Bronce | Total |
| ----------- | --- | ----- | ------ | ----- |
| España      | 4   | 0     | 3      | 7     |
| Puerto Rico | 1   | 1     | 0      | 2     |
| El Salvador | 0   | 3     | 4      | 7     |
| Argentina   | 1   | 0     | 0      | 1     |
| Chile       | 0   | 2     | 4      | 6     |
| Nicaragua   | 0   | 0     | 1      | 1     |

### Carabobo Venezuela (2008)
Los días 25, 26 y 27 de julio se realizó el III Campeonato Iberoamericano de Karate. Arturo Castillo, presidente en turno de la Federación Venezolana de Karate, dirigió dicho evento realizado en el Gimnasio de la Universidad de Carabobo. A su vez, se celebró la Copa 'Simón Bolívar' de Caracas, entre el 1 y 3 de agosto. Se contó con la presencia de trece países, los mismos que asistieron al Campeonato Panamericano que se disputó anteriormente en el gimnasio cubierto de la Universidad Central de Venezuela, con karatecas de España y Portugal.

#### Medallero
| País                 | Oro | Plata | Bronce | Total |
| -------------------- | --- | ----- | ------ | ----- |
| Venezuela            | 4   | 1     | 4      | 9     |
| España               | 4   | 0     | 2      | 6     |
| República Dominicana | 2   | 3     | 2      | 7     |
| Colombia             | 1   | 1     | 2      | 4     |
| México               | 0   | 2     | 6      | 8     |
| Brasil               | 0   | 1     | 1      | 2     |
| Ecuador              | 0   | 1     | 1      | 2     |
| Argentina            | 0   | 1     | 0      | 1     |
| Uruguay              | 0   | 1     | 0      | 1     |
| Chile                | 0   | 2     | 0      | 2     |
| El Salvador          | 0   | 1     | 0      | 1     |

### Managua Nicaragua (2011)
Nicaragua fue la sede del IV Campeonato Iberoamericano de Karate Do, los días 15, 16 y 17 de julio. La ciudad anfitriona fue Managua, recibiendo a 21  delegaciones. En la ceremonia  de inauguración, el presidente de la República, Daniel Ortega Saavedra recibió el reconocimiento honorífico de “Cinturón Negro 2ºDan”.

#### Medallero
| País                 | Oro | Plata | Bronce | Total |
| -------------------- | --- | ----- | ------ | ----- |
| República Dominicana | 4   | 2     | 2      | 8     |
| México               | 4   | 2     | 2      | 8     |
| Perú                 | 0   | 0     | 1      | 1     |
| El Salvador          | 1   | 2     | 2      | 5     |

### Santo Domingo República Dominicana 2013
En esta edición, participaron más de 20 países y los invitados especiales fueron las delegaciones de Estados Unidos y Canadá. Se realizó del día 3 al 6 de octubre en el centro olímpico Juan Pablo Duarte de la ciudad de Santo Domingo, República Dominicana acogiendo a más de 200 deportistas.

#### Medallero
| País                 | Oro | Plata | Bronce | Total |
| -------------------- | --- | ----- | ------ | ----- |
| Venezuela            | 4   | 1     | 5      | 10    |
| República Dominicana | 3   | 2     | 3      | 8     |
| México               | 2   | 1     | 1      | 5     |
| España               | 2   | 0     | 2      | 4     |
| El Salvador          | 1   | 0     | 0      | 1     |

### Managua Nicaragua 2015
El VI Campeonato Iberoamericano de Karate fue inaugurado por el presidente de Nicaragua. Se realizaron los días 8 y 9 de agosto del 2015 en Managua y participaron 180 atletas de 21 países.

#### Medallero
| País                 | Oro | Plata | Bronce | Total |
| -------------------- | --- | ----- | ------ | ----- |
| República Dominicana | 4   | 1     | 2      | 7     |
| España               | 4   | 0     | 2      | 6     |
| México               | 2   | 0     | 0      | 2     |